# Sphaerodothis fourcroyae
Sphaerodothis fourcroyae är en svampart som beskrevs av Chardón 1934. Sphaerodothis fourcroyae ingår i släktet Sphaerodothis och familjen Phyllachoraceae.   Inga underarter finns listade i Catalogue of Life.